# CS 우니베르시타테아 크라이오바
CS 우니베르시타테아 크라이오바(Clubul Sportiv Universitatea Craiova)는 크라이오바를 연고로 하는 루마니아의 축구 클럽이다. 현재는 리가 I에 참가하고 있다.
1948년 크라이오바 대학교 학생들과 교수들에 의해 창단되었으며 1994년 FC 우니베르시타테아 크라이오바가 창단되면서 해체되었다. 2013년 FC 우니베르시타테아 크라이오바가 파산으로 인해 해체되면서 재창단되었다.

## 성적
- 리가 I 우승 4회 (1973-74, 1979-80, 1980-81, 1990-91)
- 리가 II 우승 2회 (1963-64, 2013-14), 준우승 1회 (1960-61)
- 리가 III 우승 1회 (1957-58)
- 쿠파 로므니에이 우승 6회 (1976-77, 1977-78, 1980-81, 1982-83, 1990-91, 1992-93)

## 선수 명단

### 현역
참고: FIFA 자격 규정에 따라 소속된 국가대표팀 국기를 표시합니다. 선수는 복수의 FIFA 비회원국 국적을 가지고 있을 수 있습니다.
| 번호 | 포지션 | 국적       | 이름            |
| ---- | ------ | ---------- | --------------- |
| 3    | DF     | 온두라스   | 데닐 말도나도   |
| 7    | MF     | 쿠바       | 루이스 파라데라 |
| 9    | FW     |            | 알리송 사피라   |
| 11   | DF     |            | 니쿠쇼르 방쿠   |
| 15   | DF     | 크로아티아 | 유라이 바델     |

| 번호 | 포지션 | 국적 | 이름                |
| ---- | ------ | ---- | ------------------- |
| 22   | DF     |      | 이아고 로페즈       |
| 28   | FW     |      | 알렉산드루 미트리타 |

## 역대 감독
| 감독                  | 임기   |
| --------------------- | ------ |
| 코스티커 슈테퍼네스쿠 | 2006   |
| 콘스탄틴 글커         | 2024 ~ |

틀:CS 우니베르시타테아 크라이오바
틀:CS 우니베르시타테아 크라이오바 감독